# Puichéric
Puichéric – miejscowość i gmina we Francji, w regionie Oksytania, w departamencie Aude. Przez gminę przepływa rzeka Aude. 
Według danych na rok 1990 gminę zamieszkiwało 1019 osób, a gęstość zaludnienia wynosiła 77 osób/km² (wśród 1545 gmin Langwedocji-Roussillon Puichéric plasuje się na 334. miejscu pod względem liczby ludności, natomiast pod względem powierzchni na miejscu 594.).

## Zabytki
Zabytki w miejscowości posiadające status Monument historique:
- zamek w Puichéric (Château de Puichéric)
- koścciół Notre-Dame (Église Notre-Dame)
- pyramide